# أثل كبير الثمار
الأَثل كبير الثمار (باللاتينية: Tamarix macrocarpa) نوع نباتي يتبع جنس الأثل من الفصيلة الطرفاوية.

## الموئل الأصلي
موطن الأثل كبير الثمار هو بلاد الشام ومصر والمغرب العربي وشبه الجزيرة العربية وباكستان والهند وتشاد.